# Балан Степан Петрович
Степан Петрович Балан (нар.1941) — радянський футболіст, що грав на позиції захисника та півзахисника. Найбільш відомий за виступами в команді класу «Б» «Спартак» з Івано-Франківська, за яку зіграв понад 100 матчів у класі «Б».

## Спортивна кар'єра
Степан Балан розпочав виступи на футбольних полях у 1960 році в команді класу «Б» «Спартак» зі Станіслава, за яку грав протягом одного сезону. У 1961 році Балан грав у складі армійської команди з Володимира-Волинського. У 1962 році він перейшов до складу армійської команди класу «Б» СКА зі Львова, у складі команди зіграв 58 матчів за два сезони. У 1964 році повернувся до складу івано-франківського «Спартака», за три сезони зіграв у його складі 100 матчів у чемпіонаті. У 1967—1968 роках Степан Балан грав у команді другої групи класу «А» «Локомотив» з Вінниці, за два сезони зіграв у його складі 57 матчів.
У 1969 році Степан Балан повертається до складу івано-франківського «Спартака», який цього року стає переможцем першості УРСР серед команд класу «Б», утім Балан цього разу не був постійним гравцем основи команди, та зіграв у її складі лише 9 матчів. У 1970 році Балан грав у складі команди «Нафтовик» з Дрогобич, після чого завершив виступи на футбольних полях.
По завершенню кар'єри футболіста Степан Балан тривалий час працював тренером в івано-франківській СДЮШОР «Спартак», серед його вихованців є колишній гравець місцевого «Прикарпаття» та збірної України Микола Юрченко.